# دست‌خط
دست‌خط نوشتنی‌ست که با دست با یک وسیلهٔ نوشتاری مانند قلم یا خودکار انجام شده باشد. از آنجایی که دست‌خط هرکسی یکتا و متفاوت است می‌توان از آن برای اطمینان حاصل کردن از هویت نویسندهٔ سند استفاده کرد. زوال دست‌خط شخص می‌تواند نشانه یا نتیجهٔ بیماری‌های مشخصی باشد. ناتوانی در ایجاد دست‌خطی واضح و منسجم، به‌عنوان اختلال دیکته‌نویسی شناخته می‌شود.